# Zenhave
En Zenhave er en japansk have af typen Karesansui (tør stenhave), dvs. et aflukket, fladt areal, der rummer sand, grus, sten og af og til også græsplæne eller andre levende elementer. Disse haver bruges af japanske zenmunke til meditation.

## Ryoan-ji templet
Stenhaven blev anlagt for at skabe et sted, hvor munkene kunne meditere, og den siges ofte at have en beroligende virkning. I templets zenhave (som ses på billedet) er der 15 sten af varierende størrelse. Munken bag haven (som efter sigende skulle have brugt en måned på at designe den) har placeret disse 15 sten, så man altid kan se 14 sten men aldrig 15. Inden for buddhisme symboliserer 15 det perfekte eller fuldendte og haven symboliserer så menneskets mangel eller stræben på samme.

## Haveplan
Der findes mange forsøg på at forklare haveplanen I en zenhave. Nogle af disse lyder:
- Gruset forestiller havet og stenene gør det ud for de japanske øer
- Stenene forestiller en huntiger med sine killinger, der svømmer hen til en drage
- Stenene danner en del af kanjiskrifttegnet for hjerte eller sind

Se Ryōan-ji, hvor der findes en matematisk analyse af en stenhave.
For nylig har forskerne Gert van Tonder (Kyotos universitet) og Michael J. Lyons (ATR Intelligent Robotics and Communication Labs) fremsat den tanke, at stenene danner et subliminalt billede af et træ. Billedet kan ikke ses, når man bare kigger på det, men forskerne påstår, at underbevidstheden kan opfatte en raffineret linjeføring mellem stenene. De tror, at dette kan forklare havens beroligende virkning.

## Tilpasninger til haveplanlægning
Grundtankerne bag zenhaven er blevet tilpasset planlægning af naturnært beplantede anlæg. Det kan f.eks. ses i den "japanske tehave" i San Franciscos Golden Gate Park.

## Diskussion
Zenhavebegrebet betragtes som en myte af mange fremtrædende, japanske gartnere og buddhismeeksperter. De hævder, at det er et produkt af vestlig tænkning i den sidste del af det 20. århundrede, som intet har at gøre med japansk havetradition. Æstetikken i karesansui eller "den tørre have" er på ingen made enestående for haver ved zentemplerne. Tørre haver kan findes ved private hjem, restauranter og overnatningssteder. Omvendt findes der haver omkring zentempler i mange forskellige stilarter, og de tørre haver er bare én af dem.
Udtrykket "zen garden" findes i Loraine Kucks bog fra 1935: One Hundred Kyoto Gardens. Den første japanske brug af ordet ses ikke før 1958. Det kan betyde, at nogle af efterkrigstidens japanske forskere simpelthen fulgte den vestlige trend og brugte det moderigtige begreb, "zenhaven", fordi det allerede var i høj kurs hos udlændinge.
Wybe Kuiterts Themes, Scenes & Taste in the History of Japanese Garden Art, der blev offentliggjort i 1988 giver et grundlæggende argument mod sammenføringen af zen og karesansui: "Kuck blander sin egen (20. århundredes) historisk bestemte fortolkning af zenhaven med en gammel have fra en fuldstændig anderledes kulturel baggrund. Det gør hendes fortolkning uholdbar. …(den middelalderlige have) fandt sin plads ved zentemplerne og adelens residenser, fordi den fremhævede et kulturelt miljø. Det er tvivlsomt, om man værdsatte havestilen ud fra en religiøs følelse, snarere end på grund af dens 'formsprog'."
Kuitert ser også på zenhaven ud fra et buddhistisk synspunkt: "(i Dogens opfattelse) ville den have, som bedst repræsenterede Buddhas prædiken, være ingen-have. I det mindste ville det bestemt ikke være en æstetisk behagelig have, som kun kan distrahere fra den virkelige søgen efter oplysthed." Kuitert fremlægger mere kritik ved at oversætte munken Toh-jis kommentarer fra Muromachi-perioden: "Folk, som praktiserer zen, bør ikke lave haver. I en sutra siges det, at Bodhisattva Makatsu, som ønskede at meditere, først opgav sit liv af denne verden fuldstændigt med forretninger og indtjening, men også dyrkning af grønsager..."
Påstanden om, at zenmunke bruger haverne til meditation står i modsætning til den kendsgerning, at munke i Japan næsten altid mediterer inden døre med ansigtet vendt enten mod en væg (Soto zen) eller midten af rummet (Rinzai zen), men ikke mod landskabet. Fotografier af japanske munke, der mediterer over tørre haver må derfor efter al sandsynlighed være iscenesatte begivenheder.
Overfor denne kritik står den kendsgerning, at havestilen blev udviklet i Rinzai Zen templerne af nogle af de historiske set mest betydningsfulde haveplanlæggere, som f.eks. Muso Soseki og Soami, der begge praktiserede zen. Desuden blev stilarten i de traditionelle zenhaver udviklet i en periode af Japans historie, hvor zenbuddhistiske kulturfænomener som f.eks. kalligrafi og landskabsmaleri fik øget betydning for japansk kunst i det hele taget. Denne påvirkning spredtes vidt omkring i japansk kultur, og det er grunden til, at denne havestilart, som vitterlig stammer fra zentemplerne, kan genfindes i haver hos private, firmaer og restauranter.